# TOI 1338 b
TOI 1338 b é um planeta extrassolar localizado a cerca de 1300 anos-luz orbitando duas estrelas no sistema chamado TOI 1338. TOI 1338 b é um planeta circumbinário, orbitando duas estrelas ao invés de uma. O período do planeta é de aproximadamente 95 dias com excentricidade insignificante e sua órbita está alinhada a 2 graus do plano orbital do sistema binário.
O nome "Wolftopia" foi sugerido pelo irmão de Wolf Cukier. Cukier não teve permissão para nomear o planeta.